# よみうりオープンゴルフトーナメント
よみうりオープンゴルフトーナメントは、1979年から2006年まで、毎年6月第3週に讀賣テレビ放送などの主催により開催されていた日本ゴルフツアー機構（JGTO）公認の男子プロゴルフトーナメントの一つである。本項目は1970年から1978年まで開催されていたウィザードゴルフトーナメントについても取り上げる。

## 概要
1970年に「ウィザードゴルフトーナメント」として発足した。この名称で行われていた時は和歌山県の橋本カントリークラブで開催されていた。1974年に読売テレビが主催者に加わったため、大会名の前に「YTV報知カップ」と付け加えられた。1978年には国内トーナメントで初めて副賞に外国車が贈呈された。
1979年、「よみうりオープンゴルフトーナメント」に大会名を変更。会場も読売テレビと読売新聞大阪本社が共同で運営する読売ゴルフ所有で、兵庫県西宮市にあるよみうりカントリークラブ（読売ゴルフメンバーコース）で開催された。ただし、1996年だけクラブハウスの工事が行われた関係上、東京都江東区の埋立地・臨海副都心にある若洲ゴルフリンクスで開催された。1981年までは5月に開催されていたが、1982年の大会から日本プロゴルフ協会の公認競技となり、6月に開催を移行した。この大会はシーズン前半戦のヤマとなる大会で、内外の主力選手が多数出場していた。
特に近年は全英オープン大会の日本代表予選も兼ねている事から、日本ツアー所属者にとってはこの大会で賞金を獲得して全英出場に近づけようとする選手の白熱した攻防が展開されていた。
2006年大会は天候不順などの影響を受けて中断する時間が多数発生したため、日本男子ツアー史上初の3日間連続サスペンデッドとなった。また当時の冠スポンサーだったマンダムの撤退を受けて、2006年の大会で打ち切り。2007年からは「全英への道 ミズノオープンゴルフトーナメント」と統合され、全英への道 ミズノオープンよみうりクラシックとして行われ、会場も引き続きよみうりカントリークラブで行われていたが、読売グループ企業の共催からの撤退を受け（ただし読売新聞大阪本社・報知新聞社・読売テレビは引き続き特別協力として関与）、「全英への道 ミズノオープン」となり、会場も岡山県笠岡市の「JFE瀬戸内海ゴルフ倶楽部」に舞台を移して開催されるようになった。しかし、2022年大会からは、大会自体は継続したものも特別協力していた3社が撤退。同時にテレビ中継からインターネット中継に移行している。現在は読売テレビ制作・ゴルフトーナメントのテレビ放送は、『富士フイルム・スタジオアリス女子オープン』のみとなった。

## 協賛スポンサー
- サッポロビール（1985年～1993年）-「よみうりサッポロビールオープン」
- 大塚製薬（1995年・1996年）-「ポカリスエットよみうりオープン」
  - 前年(1994年)までの広島で行われた「ポカリスエットオープンゴルフトーナメント」（テレビ新広島と共催・フジテレビ系列で放送）を廃止・統合した為名称変更。
- 任天堂（1999年）-「スーパーマリオよみうりオープン」
- タマノイ酢（2000年～2002年）-「タマノイ酢よみうりオープン」
- マンダム（2003年～2006年）「マンダムルシードよみうりオープン」
  - 1984年以前及び1994年・1997年・1998年は冠スポンサーなしで、TV筆頭スポンサーが1994年がサッポロビール、1997年・1998年が大塚製薬が担当。

## 歴代優勝者
ウィザードゴルフトーナメント
- 1970年：謝永郁
- 1971年：ピーター・トムソン
- 1972年：尾崎将司
- 1973年：山本善隆
- 1974年：杉原輝雄
- 1975年：グラハム・マーシュ
- 1976年：グラハム・マーシュ
- 1977年：グラハム・マーシュ
- 1978年： 中村通

よみうりオープントーナメント
- 1979年： 杉原輝雄
- 1980年： 青木功
- 1981年： 鷹巣南雄
- 1982年： テリー・ゲール
- 1983年： グラハム・マーシュ
- 1984年： 藤木三郎

よみうりサッポロビールオープントーナメント
- 1985年： 中嶋常幸
- 1986年： 鈴木弘一
- 1987年： 東聡
- 1988年： 倉本昌弘
- 1989年： 飯合肇
- 1990年： 藤木三郎
- 1991年： 中嶋常幸
- 1992年： デビッド・イシイ
- 1993年： 長谷川勝治

よみうりオープントーナメント
- 1994年： 渡辺司 （関東）[8]

ポカリスエットよみうりオープントーナメント
- 1995年： エドアルド・エレラ
- 1996年： 福永和宏

よみうりオープントーナメント
- 1997年： 丸山茂樹
- 1998年： ブライアン・ワッツ ※最終日が雨と霧のため中止、54ホールに短縮
- 1999年： 金鍾徳
- 2000年： 水巻善典
- 2001年： 福沢義光
- 2002年： 谷口徹
- 2003年： 谷原秀人　※初日が雨のため中止、54ホールに短縮
- 2004年： ディネッシュ・チャンド
- 2005年： 広田悟
- 2006年： 増田伸洋

## テレビ中継
- 決勝ラウンドの2日間、読売テレビを制作局[9]として日本テレビ系列全国28局ネット（クロスネット局のテレビ大分とテレビ宮崎はこの週の日曜日に東海テレビ制作・フジテレビ系列の番組に当たるため放送なし）している。
- 基本的にはVTR（録画）放送だが、生放送の回が何度かある。
  - 1998年の最終日は霧のための競技中断の関係
  - 2002年の最終日は次番組（野球中継[10]）放送の関係
  - 2006年は3日目・最終日が先述の通り霧によるサスペンデッドの関係で異例の2日連続生放送になった。優勝決定を最終組の結果が進行途中だった為だった。その為、エンディングで放送時間の関係で表彰式が出来ないため、テレビ放送向けに賞品を渡すシーンを放送。